# Grand Staircase–Escalante
El Grand Staircase–Escalante National Monument (GSENM) és un monument nacional dels Estats Units que protegeix la Grand Staircase, l'altiplà de Kaiparowits i els Canons d'Escalante (Riu Escalante ) al sud d'Utah. Va ser establert el 1996 pel president Bill Clinton sota l'autoritat de la Llei d'Antiguitats amb 1,7 milions d'acres de terra, que després es va ampliar a 1,880,461 acres (7,610 km2) . El 2017, la mida del monument es va reduir a la meitat en una proclamació presidencial posterior, i es va restaurar el 2021. La terra es troba entre les més allunyades del país; va ser l'últim que es va cartografiar als Estats Units contigus.
El monument és administrat per l'Oficina de Gestió de la Terra (BLM) com a part del sistema de Terres de Conservació Nacional. Grand Staircase–Escalante és el primer i més gran monument nacional gestionat pel BLM. Els centres de visitants es troben a Cannonville, Big Water, Escalante i Kanab.

## Geografia
El monument s'estén des de les ciutats de Big Water, Glendale i Kanab, Utah al sud-oest fins a les ciutats d'Escalante i Boulder al nord-est. El monument és una mica més gran en àrea que l'estat de Delaware. Després d'una reducció ordenada per proclamació presidencial el desembre de 2017, el monument abastava 1,003,863 acres (4,062 km2), però es va restaurar a 1,870,000 acres (7,568 km2) el 2021.

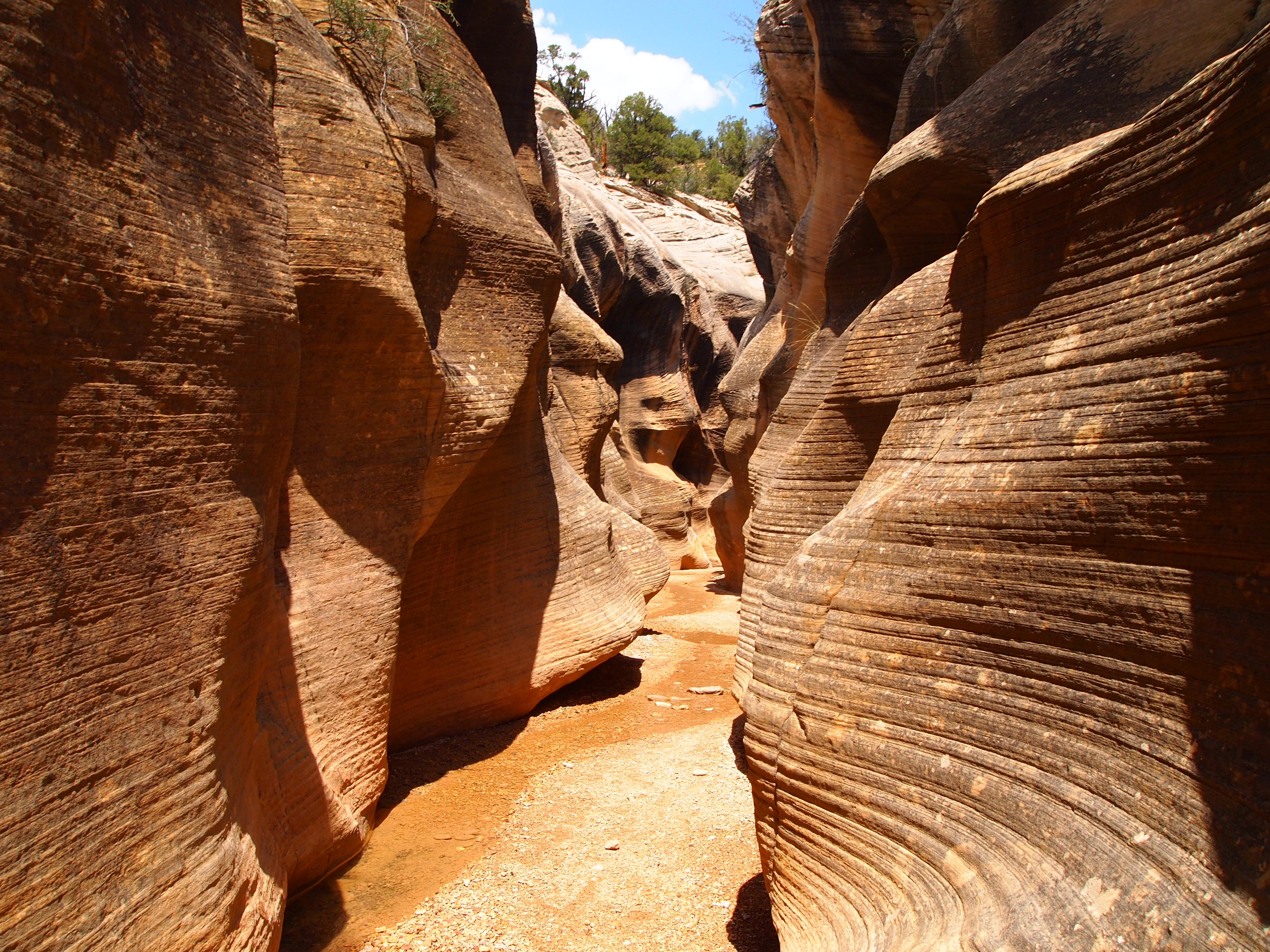
Willis Creek a la gran escala

La part occidental del monument està dominada per l'altiplà de Paunsaugunt i el riu Paria, i és adjacent al parc nacional de Bryce Canyon. Aquesta secció mostra la progressió geològica de la Gran Escalera. Les característiques inclouen els canyons de ranura de Bull Valley Gorge, Willis Creek i Lick Wash als quals s'accedeix des de Skutumpah Road.
La secció central està dominada per una única carena llarga, anomenada altiplà de Kaiparowits des de l'oest, i la muntanya de cinquanta milles quan es veu des de l'est. Fifty-Mile Mountain s'estén al sud-est des de la ciutat d'Escalante fins al riu Colorado a Glen Canyon. La cara oriental de la muntanya és de 2,200 ft (670 m) escarpa. El vessant occidental (l'altiplà de Kaiparowits) és un vessant poc profund que baixa cap al sud i l'oest.
A l'est de Fifty-Mile Mountain hi ha els Canons d'Escalante. El monument està delimitat per l'àrea recreativa nacional de Glen Canyon a l'est i al sud. Les zones populars per fer senderisme, fer motxilles i fer barranquisme inclouen Calf Creek Falls, a la vora de Utah Scenic Byway 12, i Zebra Canyon, Harris Wash i Devils Garden. A aquestes últimes zones s'hi accedeix a través de la carretera Hole-in-the-Rock, que s'estén al sud-est des d'Escalante, prop de la base de Fifty-Mile Mountain. Les ranures Dry Fork de Coyote Gulch i la part inferior del Coyote Gulch també es troben al costat de la carretera Hole-in-the-Rock.

## Paleontologia

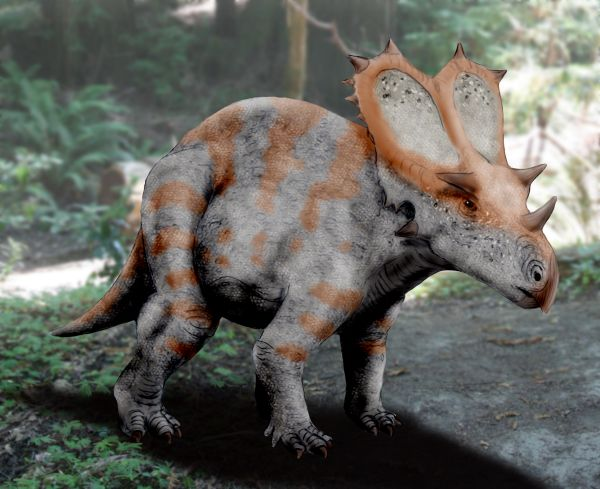
Utahceratops gettyi

Des de l'any 2000, s'han trobat nombrosos fòssils de dinosaures de més de 75 milions d'anys a Grand Staircase–Escalante.
L'any 2002, un voluntari del Monument va descobrir un dinosaure de 75 milions d'anys prop de la frontera amb Arizona. El 3 d'octubre de 2007, el nom del dinosaure, Gryposaurus monumentensis (llangardaix amb bec de ganxo del monument) es va anunciar al Zoological Journal of the Linnean Society. G. monumentensis feia almenys 30 peus (9.1 m) de llarg i 10 peus (3.0 m) alt, i té una mandíbula potent amb més de 800 dents. Molts dels exemplars de la Formació Kaiparowits es troben al Museu d'Història Natural d'Utah a Salt Lake City.
Dos dinosaures ceràtopsids (cornus), també descoberts al monument, van ser introduïts pel Utah Geological Survey el 2007. Van ser descoberts a la Formació Wahweap, que es troba just a sota de la formació Kaiparowits, on es va extreure el bec d'ànec. Van viure fa uns 80 milions o 81 milions d'anys. Els dos fòssils s'anomenen el crani de l'última oportunitat i el crani de Nipple Butte. Es van trobar els anys 2002 i 2001, respectivament. Ambdós van ser identificats posteriorment com a pertanyents a Diabloceratops.
El 2013 es va anunciar el descobriment d'una nova espècie, Lythronax argestes. És un tiranosaure que és aproximadament 13 milions d'anys més antic que el Tiranosaure, anomenat així per la seva gran semblança amb el seu descendent. L'exemplar es pot veure al Museu d'Història Natural d'Utah.

## Història humana

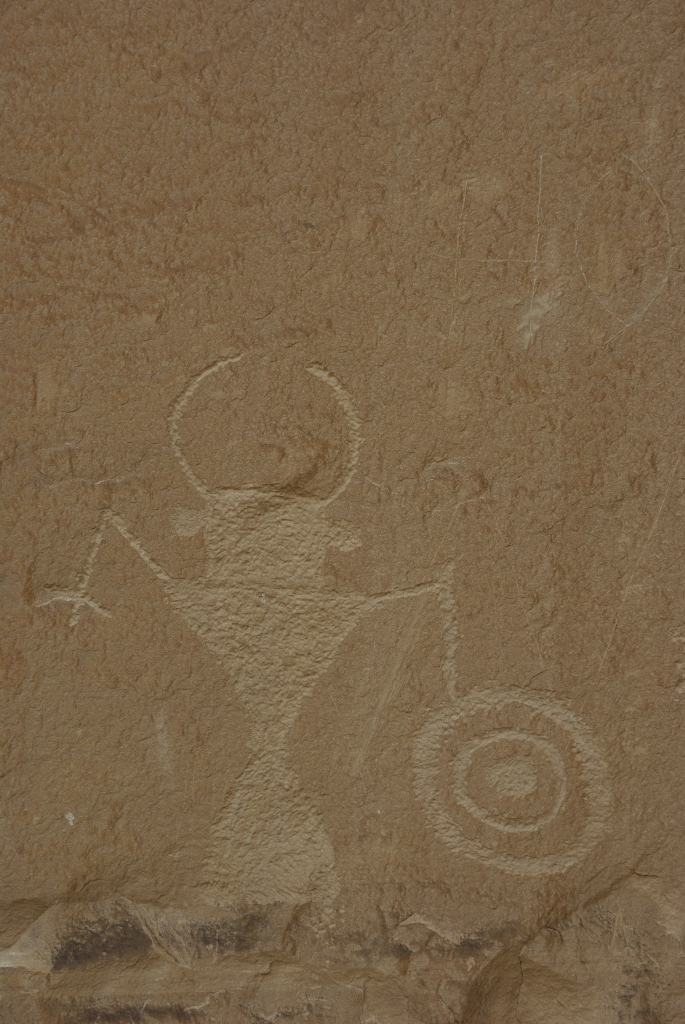
Petroglif antropomòrfic al llarg del riu Escalante

Els éssers humans no es van establir de manera permanent a la zona fins a l'era del Cistell III, al voltant de l'any 500 dC Aquí vivien tant els Fremont com els Anazasi ; els Fremont caçaven i es reunien sota l'altiplà i prop de la vall d'Escalante, i els ancestrals Pueblo cultivaven als canons. Tots dos grups van cultivar blat de moro, fesols i carbassa, van construir fosses amb sostre de brossa i van aprofitar els abrics de roca natural. Es poden trobar ruïnes i art rupestre a tot el Monument.
El 1871 Jacob Hamblin de Kanab, en el seu camí per reaprovisionar la segona expedició de John Wesley Powell, va confondre el riu Escalante amb el riu Dirty Devil i es va convertir en el primer anglo a recórrer tota la longitud del canó.

## Monument nacional

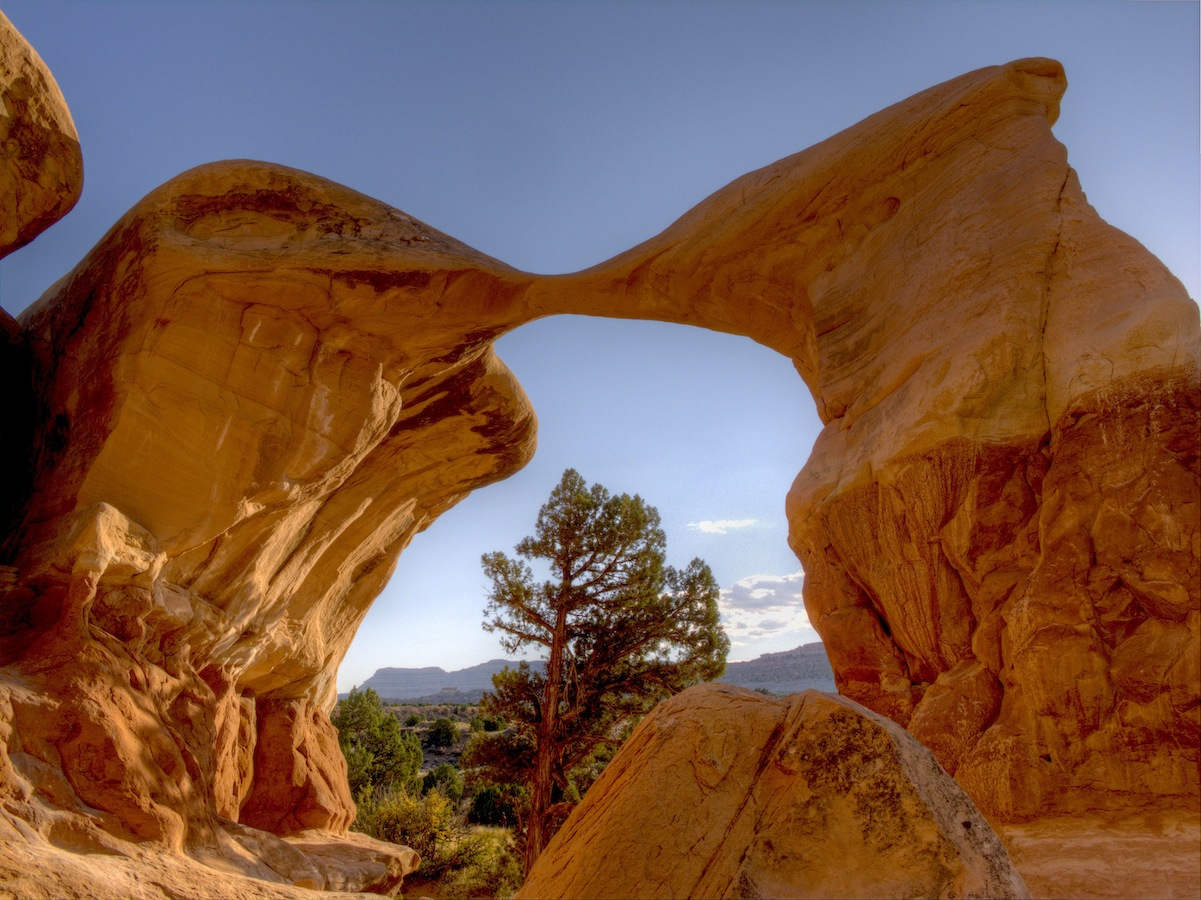
Arc Metate al Jardí dels Diables

L'entorn va ser declarat monument nacional el 18 de setembre de 1996 en plena campanya electoral de 1996 pel president Bill Clinton, i va ser controvertit des del moment de la creació. La cerimònia de declaració es va celebrar al Parc Nacional del Gran Canó d'Arizona, més que a Utah.
Funcionaris locals com el representant demòcrata dels EUA Bill Orton d'Utah es van oposar a la designació de monument nacional, qüestionant si la Llei d'Antiguitats permetia designar com a tal, a grans quantitats de terra. Tanmateix, les decisions de la Cort Suprema dels Estats Units han establert des de fa temps la discreció del president per protegir un territori sota la Llei d'Antiguitats, i els tribunals federals van desestimar totes les demandes presentades que volien anul·lar la designació. La designació de la zona com a monument també va anul·lar la mina de carbó d'Andalex que es va proposar per a una ubicació remota a l'altiplà de Kaiparowits. La designació de desert per a les terres del monument havia estat buscada durant molt de temps pels grups ecologistes; no obstant això, la designació d'un monument no és el mateix que la designació d'un desert, ja que es permeten activitats com l'ús de vehicles motoritzats i bicicleta de muntanya.
Hi ha qüestions controvertides pròpies de l'estat d'Utah. Algunes parcel·les de terra es van assignar quan Utah es va convertir en un estat (el 1896) com a Terres de confiança institucional i escolar per SITLa (una agència estatal d'Utah), per tal de ser gestionades per produir diners per al sistema escolar estatal. Aquests terrenys incloïen parcel·les disperses dins del monument que ja no es podien urbanitzar. Les parcel·les SITLa dins del monument es van intercanviar per terres federals en altres llocs d'Utah, a part de drets minerals equivalents i 50 milions de dòlars en efectiu per una llei del Congrés, la Llei d'intercanvi d'escoles i terres d'Utah de 1998, amb el suport de demòcrates i republicans, i signada com a llei. Llei Pública 105–335 de 31 d'octubre de 1998.
Un problema més difícil era la resolució de les reclamacions de carreteres de l'estatut revisat dels Estats Units 2477 (RS 2477). La RS 2477 (Secció 8 de la Llei de mines de 1866) diu: "S'atorga el dret de pas per a la construcció de carreteres sobre terrenys públics, no reservats per a usos públics". L'estatut va ser derogat per la Federal Land Policy and Management Act (FLPMA) de 1976, però la derogació estava subjecta als drets existents vàlids.
No s'ha establert un procés per resoldre les reclamacions en disputa, i l'any 1996, el 104è Congrés dels Estats Units va aprovar una llei que prohibia que la RS 2477 (regulacions de resolució proposades) escrita per l'Administració Clinton entrés en vigor sense l'aprovació del Congrés.
El dret a mantenir i millorar les nombroses carreteres sense asfaltar del monument nacional està en disputa, amb els funcionaris del comtat que col·loquen senyals de trànsit comarcals a les carreteres que reclamen i, de tant en tant, apliquen excavadores per anivellar les carreteres reclamades, mentre l'Oficina de Gestió del Territori intenta exercir el control sobre el mateixes carreteres. Els litigis entre el govern estatal i federal sobre la RS 2477 i el manteniment de carreteres al monument nacional són un problema en curs.

El 4 de desembre de 2017, el president Donald Trump va ordenar que la mida del monument es reduís gairebé un 47% a 1,003,863 acres (4,062 km2), amb la resta dividida en tres zones, dues de les quals voregen entre si pel riu Paria. Al mateix temps , el Bears Ears National Monument es va reduir significativament de mida. Els grups de conservació, pesca, caça i recreació a l'aire lliure van presentar una demanda per bloquejar qualsevol reducció al monument nacional, argumentant que el president no té autoritat legal per reduir materialment un monument nacional. Els casos encara estaven pendents a les eleccions del 2020.
El seu primer dia al càrrec, el president Joe Biden va signar una ordre executiva demanant una revisió de la reducció dels monuments Bears Ears i Grand Staircase–Escalante. El 8 d'octubre de 2021, va restaurar els límits originals.